# Haroon Sheikh
Haroon Sheikh (Voorburg, 7 augustus 1980) is een Nederlands filosoof, sociaal wetenschapper en auteur.

## Biografie
Na afronding van het gymnasium aan het Sint Maartenscollege in Voorburg studeerde Sheikh filosofie, bestuurskunde en politicologie aan de Universiteit Leiden en de Universiteit van Oxford. In 2011 promoveerde hij aan de Vrije Universiteit Amsterdam op het proefschrift Embedding Technopolis: Modernity & Tradition in the Human Condition, over de invloed van oude tradities op moderne samenlevingen. Promotor was Gerrit Glas, co-promotor Ad Verbrugge; de Duitse filosofen Peter Sloterdijk en Peter Weibel zaten in zijn promotiecommissie.
Tegelijk met zijn promotie werkte Sheikh als onderzoeker opkomende markten bij Cyrte Investments. Na zijn promotie werkte hij vanaf 2013 als hoofdonderzoeker bij investeringsmaatschappij Dasym. Bij deze investeringsmaatschappijen richtte Sheikh zich op opkomende markten in China, Latijns-Amerika en Afrika, in het bijzonder gericht op ICT. In 2016 zette Sheikh Freedomlab Thinktank op, een denktank gericht op het snijvlak van internationale betrekkingen en nieuwe technologie en leidde hij die organisatie tot 2018.

## Wetenschappelijke werkzaamheden
Sinds 2018 werkt Sheikh bij de WRR waar hij verantwoordelijk is voor het onderzoek naar kunstmatige intelligentie en publieke waarden (volgend op een adviesaanvraag van de Nederlandse regering). Daarnaast richt hij zich bij de WRR op internationale vraagstukken zoals de toekomst van de multilaterale orde. In 2021 werd Sheikh benoemd tot bijzonder hoogleraar Strategic Governance of Global Technologies aan de VU, waar hij de masteropleiding Filosofie van Cultuur en Bestuur aan de VU verzorgt. Hij geeft colleges over globalisering, techniekfilosofie, filosofie Oost-West en cultuurfilosofie. Hij doet multidisciplinair onderzoek naar vraagstukken rondom internationale orde en nieuwe technologie. 
Sheikh heeft verschillende boeken geschreven:
- De Opkomst van het Oosten: Eurazië en de Nieuwe Wereldorde (2016) gaat over de nieuwe verbindingen en botsingen die ontstaan op de landvlakte die Europa met Azië verbindt.
- Embedding Technopolis: Turning Modernity into a Home (2017) is een filosofische studie naar de relatie tussen traditie en moderniteit.
- Hydropolitiek: Samenwerking en Conflict op Zeven Zeeën (2019) onderzoekt de nieuwe orde die aan het ontstaan op verschillende zeeën en oceanen.

## Nevenfuncties
Sheikh schrijft regelmatig voor NRC Handelsblad waar hij sinds 2017 zomercolumnist is. Zijn werk is verschenen in verschillende nationale en internationale bladen waaronder Foreign Affairs en Financial Times. In 2020 stond hij op plaats 166 van de lijst "200 invloedrijkste Nederlanders" van de Volkskrant. Verder zit hij onder andere in de Raad van Toezicht van Omroep Human en is hij lid van het bestuur van de Stichting Maand van de Filosofie en de Werkgroep Publieke Waarden in het Onderwijs van de VSNU.